# Valentin Sardou
Pour les articles homonymes, voir Sardou.
Valentin Sardou, né le 14 février 1868 à Toulon et mort le 24 mars 1935 à Casablanca est un comédien et humoriste français. 
Fils de Baptistin-Hippolyte Sardou qui l'initie à l'art du mime, il abandonne ensuite cette voie pour devenir « comique excentrique ». Il est le père du comédien Fernand Sardou, le grand-père du chanteur Michel Sardou et l'arrière-grand-père du romancier Romain Sardou et du comédien Davy Sardou.

## Biographie
Son père, Baptistin-Hippolyte Sardou, est natif de Marseille, charpentier de marine à Toulon, et époux d'une jeune couturière italienne, Thérèse-Joséphine Moretti. C'est dans sa corporation que l'on recrute les meilleurs monteurs de décors pour le théâtre. Il apprécie beaucoup cette activité qu'il exerce après sa journée de travail au chantier naval. À force de voir répéter les artistes, il se prend à vouloir monter lui aussi sur les planches. Il monte des tréteaux et se produit comme mime, bientôt accompagné de son fils, Valentin.
En 1905, Valentin Sardou débute et triomphe à l'Alcazar de Marseille. Salle et public sont pourtant particulièrement difficiles.
En 1909, Félix Mayol, un cousin éloigné, lui propose de « monter » à Paris pour débuter dans le café-concert qui porte son nom. Valentin est en bonne compagnie avec Raimu et Tramel. On les surnomme les « comiques à l'huile » : les Méridionaux triomphent dans la capitale.
Après la naissance de Fernand, Valentin devient entrepreneur de spectacle. Il a rompu avec Mayol et ne se sent bien que dans son « Midi ». Les tournées se succèdent. Il se produit même à Moscou et à Saint-Pétersbourg, juste avant la guerre de 1914. En 1916, il se range. Il enchaîne tournées, engagements, spectacles. En bon saltimbanque qui ne veut pas que son fils Fernand suive ses traces, il fera tout pour l'en dissuader.
En 1928, sa carrière battant de l'aile, Valentin part au Maroc à Taza où il dirige l'Alhambra. La troupe comporte une seule véritable artiste, Line Marsa (la mère d'Édith Piaf). Les affaires périclitent et, en 1933, toute la famille se retrouve à Casablanca. Valentin Sardou y meurt en 1935 à l'âge de 67 ans.

### Sources et bibliographie
- Gilles Lhote, Sardou de A à Z.